# Incarville
Incarville ist eine französische Stadt mit 1.352 Einwohnern (Stand: 1. Januar 2022) im Département Eure in der Region Normandie. Sie gehört zum Arrondissement Les Andelys und zum Kanton Louviers. Die Einwohner werden Incarvillais genannt.

## Geografie
Incarville liegt am Ufer des Flusses Eure nur etwa drei Kilometer westlich der Seineschleifen im Osten des großen Walds Forêt domaniale de Bord-Louviers (auch Forêt de Louviers oder Forêt de Bord genannt). Eine Exklave Incarvilles liegt im Westen und umfasst einen Teil des Waldes. Umgeben wird Incarville von den Nachbargemeinden Tostes im Norden und Westen, Le Vaudreuil und Val-de-Reuil im Norden und Nordosten sowie Louviers im Süden und Westen.
Durch die Gemeinde führen die Autoroute A13 und die Autoroute A154.

## Geschichte
In die europaweiten Schlagzeilen gelangte Incarville im Mai 2024 durch einen Überfall auf einen Gefangenentransport, bei dem zwei Gefangenenwärter getötet wurden.
| Jahr      | 1962 | 1968 | 1975 | 1982  | 1990  | 1999  | 2006  | 2018  |
| --------- | ---- | ---- | ---- | ----- | ----- | ----- | ----- | ----- |
| Einwohner | 544  | 624  | 920  | 1.125 | 1.458 | 1.379 | 1.330 | 1.419 |

## Kultur und Sehenswürdigkeiten
- Kirche Saint-Pierre aus dem 12. Jahrhundert

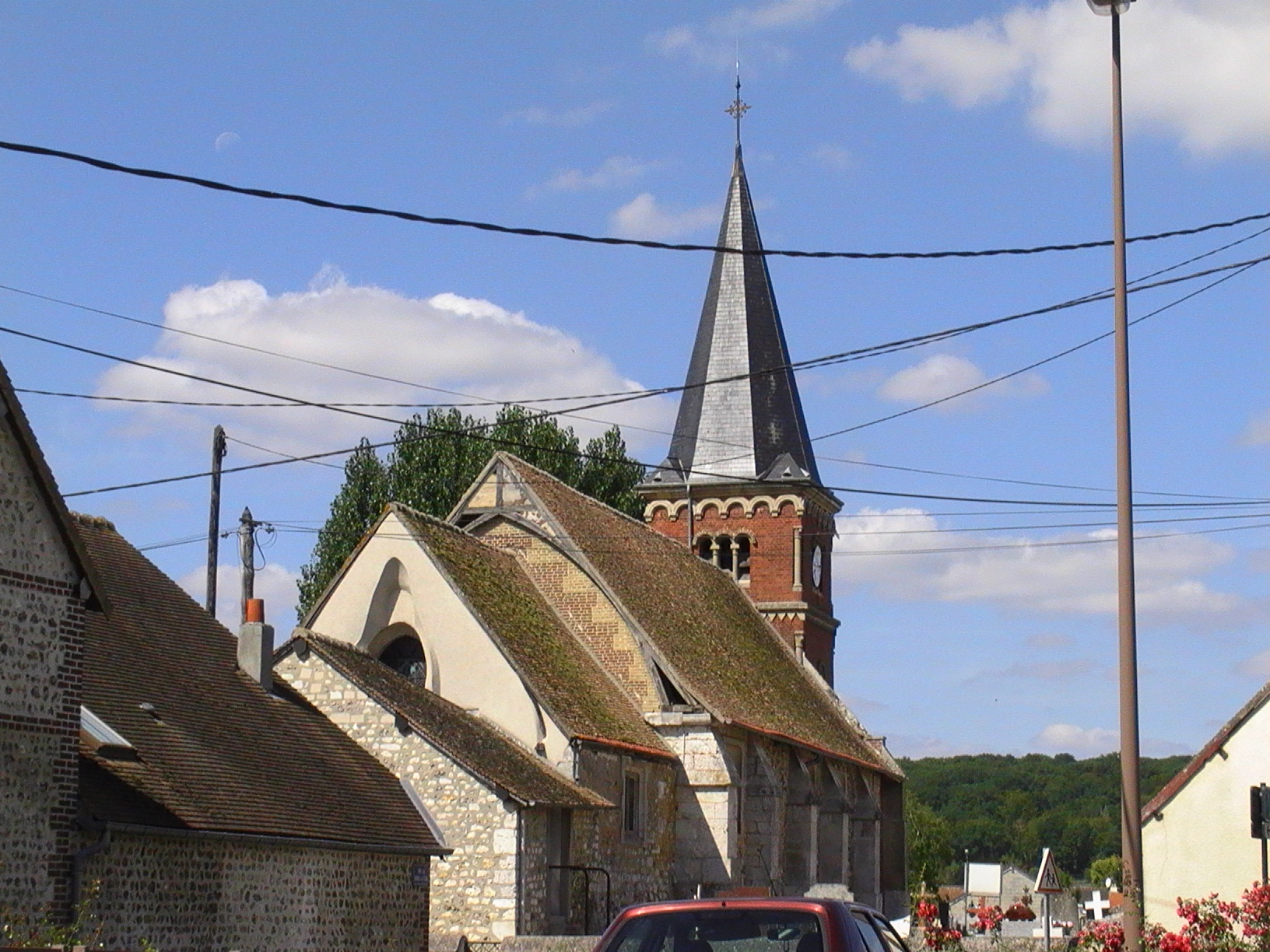
Kirche Saint-Pierre